# Economist Group
The Economist Newspaper Limited, на біржі The Economist Group — британська  багатонаціональна медіа компанія зі штаб-квартирою в Лондоні. Найбільш відома як видавець журналу  Економіст. The Economist Group спеціалізується на інформації про міжнародний бізнес та міжнародні відносини. Основними видами діяльності є журнали, газети, конференції та ринкова інформація.

## Історія
Витоки групи «Економіст» відносяться до заснування журналу «The Economist: політичний, комерційний, сільськогосподарський і вільно-торговий журнал» Джеймса Вілсона в 1843 році. 
У 1946 році Economist Intelligence Unit почав надавати бізнес-аналітику як журналу "The Economist", так і зовнішнім клієнтам.  У тому ж році книжковий магазин Economist був створений як 50/50 спільне підприємство з Лондонською школою економіки. 
Economist Conferences було створено як підрозділ Economist Intelligence Unit у 1956 році для організації  круглих столів для уряду. 
У 1995 році The Economist Group придбала «Journal of Commerce», американського постачальника інформації для судноплавства і транспортної галузі.  У тому ж році група запустила  European Voice , перша щотижнева газета Європейського Союзу. 
У липні 2004 року The Economist Group запустила щорічний журнал  Intelligent Life. Цей журнал був перероблений на щоквартальний у вересні 2007 року і став двомісячним виданням у серпні 2011 року. У березні 2016 року журнал був перейменований на 1843.
Запущений в 2010 році, Ideas People Channel — це мережа онлайн-реклами, яка налічує близько 50 сайтів, визначених аудиторією. Вебсайти, призначені для роботи в мережі, були визначені читачами «Економіста» як їхні улюблені для тем, що стосуються бізнесу, глобалізації, інновацій та культури. Мережа конкурує на ринку реклами з низькою вартістю та великими обсягами, категорією, що раніше не обслуговувалася The Economist.  Також, тоді розпочався Economist Learning, що забезпечує курси електронного навчання.
У березні 2012 року The Economist Group придбала лондонське агентство з маркетингу TVC Group за нерозкритою сумою. 
У квітні 2012 року відділ Economist Intelligence Unit розширився в Азії з придбанням компанії Clearstate, консалтингової фірми, що спеціалізується на індивідуальних стратегічних консультаційних і первинних дослідженнях у сфері охорони здоров'я та біологічних наук.
У липні 2015 року була придбана стратегічна консалтингова компанія Canback & Company, що працює в більш ніж 70 країнах. Тепер вона відома як EIU Canback.